# مالكوم وودز
مالكوم وودز (22 يوليو 1955 في المملكة المتحدة - ) (بالإنجليزية: Malcolm Woods)‏ هو لاعب كريكت بريطاني. لعب مع Cumbria County Cricket Club ‏.

## وصلات خارجية
- مالكوم وودز على موقع إي آس بي آن كريك إنفو (الإنجليزية)